# Grünfadenelfe
Die Grünfadenelfe (Discosura conversii, Syn.: Popelairia conversii), Grüne Fadenelfe, auch Dornschwanzelfe oder Dornschwanz-Kolibri ist eine Vogelart aus der Familie der Kolibris (Trochilidae). Die Art hat ein großes Verbreitungsgebiet, das sich über die Länder Costa Rica, Panama, Kolumbien und Ecuador erstreckt. Der Bestand wird von der IUCN als „nicht gefährdet“ (least concern) eingeschätzt.

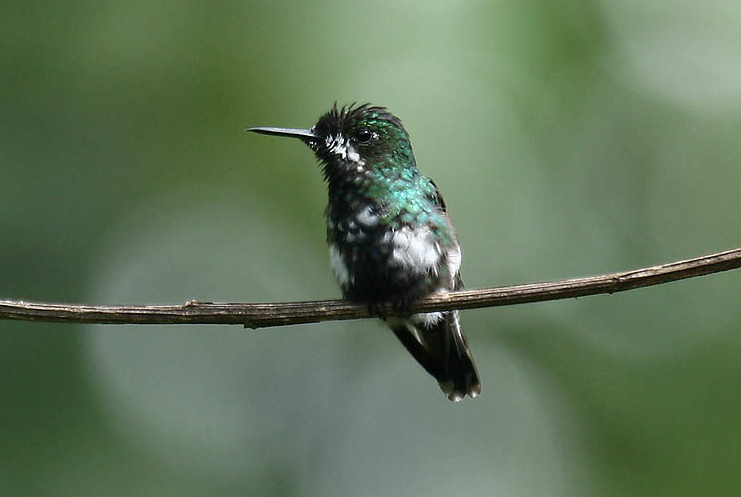
Grünfadenelfe ♀

## Merkmale
Die Grünfadenelfe erreicht eine Körperlänge von etwa 10,2 cm bei den Männchen und 6,6 cm bei den Weibchen. Der kurze gerade Schnabel ist ca. 1 cm lang. Der Oberkopf und die Kehle des Männchens glitzern grün. Der Rest schimmert grün mit einem weißen Bürzelband und weißen Flecken an den Flanken. Der stahlblaue Schwanz ist tief gegabelt, wobei die äußeren drei Steuerfederpaare langgezogen und spitz sind. Die Weibchen sind sehr viel kleiner, die Oberseite ist grün mit einem weißen Bürzelband. Dazu haben sie einen breiten weißen Backenstreif. Die grünen Seiten werden von weißen Flecken durchzogen. Der schwarze Schwanz ist nur leicht gegabelt und weist weiße Flecken auf.

## Verhalten
Oft sieht man Grünfadenelfen recht zahlreich an blühenden Bäumen. Bei der Futtersuche bewegen sie sich gewöhnlich in den höheren Straten. Dabei bevorzugen sie buschähnliche Blütenstände wie die von Mimosen und Inga-Arten. Ihr Flug ist schlängelnd und bienenartig. Sie schweben regelmäßig unter den großen Blättern der Baumkronen, um dort zu jagen. Auch Pflanzen, wie die zu den Eisenkrautgewächsen gehörende Gattung Stachytarpheta, werden von ihnen angeflogen. Andere Blüten, die ihnen als Nektarquelle dienen, sind die zu den Rötegewächse gehörende Gattung Warscewiczia, die zu den Mimosengewächsen gehörende Gattung Pithecellobium, die zur Clusiaceae gehörende Gattung Clusia und Pflanzen der Familie Marcgraviaceae. Außerdem jagen sie kleine Fliegen und Wespen.

## Fortpflanzung
Im Tal des Río Anchicaya wurden Grünfadenelfen im Juni bei der Balz beobachtet.

## Lautäußerungen
Meist sind Grünfadenelfen ruhig. Wenn sie rufen, dann klingt das wie ein weicher piepsiger Laut, der zur Kommunikation mit Artgenossen dient.

## Verbreitungsgebiet

Verbreitungsgebiet (grün) der Grünfadenelfe

Grünfadenelfen kommen selten bis saisonal häufig in feuchten Wäldern, an Waldrändern und Lichtungen mit blühenden Bäumen vor. Am häufigsten findet man sie an Hügeln, sie ziehen aber auch weiter in die Tiefebenen. Sie bewegen sich in Höhenlagen um 1000 Meter. In El Queremalin der Provinz Valle del Cauca wurden sie bis 1400 Meter gesichtet. In Panama kommen sie am Cerro Chame in der Provinz Chiriquí, in der Cordillera del Chucu in Provinz Veraguas, am El Valle in der Provinz Coclé, am Cerro Campana und Cerro Jefe in der Provinz Panamá und im Osten der Provinz Darién vor. Hier sind sie in Höhenlagen zwischen 600 und 1200 Metern relativ häufig. An den karibikseitigen Hängen in Costa Rica kommen sie fast nicht vor, dafür aber in der Cordillera Central und Cordillera de Talamanca in Zentralpanama in Höhenlagen zwischen 700 und 1400 Metern. In der Regenzeit von Juni bis August ziehen Grünfadenelfen bis auf 60 Meter über dem Meeresspiegel nach unten. In den Westanden Ecuadors sind sie südlich bis in die Provinz El Oro verbreitet.

## Etymologie und Forschungsgeschichte
Jules Bourcier und  Étienne Mulsant verwendeten für die Grünfadenelfe das Protonym Trochilus Conversii. Das Typusexemplar stammte aus Bogotá. Erst 1850 wurde die neue Gattung Discosura von Charles Lucien Jules Laurent Bonaparte für die Diskuselfe eingeführt. Erst später wurde auch die Grünfadenelfe der Gattung zugeschlagen. Der Name Discosura leitet sich von den griechischen Wörtern δίσκος dískos für „Platte, Scheibe“ und ουρά ourá für „Schwanz“ ab. Das Artepitheton conversii ist dem französischen Naturforscher Denis François Convers Bouillot (1799–1873), der später in Santa Fe de Bogotá lebte, gewidmet.
Gelegentlich wird die Grünfadenelfe in der Literatur auch der Gattung Popelairia (Reichenbach, 1854) zugeordnet. Der Name entstand aus der Haubenfadenelfe (Discosura popelairii (Du Bus, 1846)) und ist Jean Baptiste Popelaire de Terloo (1810–1870) gewidmet.